# Klement Adamec
Klement Adamec (1. června 1886 Praha – 13. července 1974 Řevnice) byl tovární jezdec firmy Walter, válečný letec, zakladatel a velitel Leteckého arsenálu, člen Československého aviatického klubu (pozdější Aeroklub republiky Československé) a později podnikatel.

## Mládí a závodník na strojích Walter
Klement Adamec se narodil 1. června 1886 v rodině krejčířského mistra, pražského měšťana a majitele realit Klementa Adamce (1851–1925) a Karolíny (Karly) Adamcové roz. Bartoňové (1856–1922) z Malé Strany čp. 55 (nyní Mostecká 55/3, Saský dům). Jeho otec byl později plukovním krejčím u c. a k. pěšího pluku č. 91 v Praze (1895). Šil uniformy "velevkusně zhotovené" pro c. a k. důstojníky, jednoroční dobrovolníky a úředníky. Potom provozoval krejčovství na Malé Straně, byl počátkem 20. století členem a správcem Malostranské besedy, členem výboru Občanské záložny na Malé Straně a členem výboru Spolku majitelů domů na Menším městě Pražském a na Král. Hradčanech (jako pokladník). Klement mladší měl dvě starší sestry Zdenku a Annu (1874–1950), ta byla členkou opery Národního divadla. Za manžela měla ilustrátora a malíře Viktora Olivu (1861–1928).
Mladý Klement po absolvování nižší reálky (C. K. Státní česká reálka na Malé Straně, Hellichova 3) v letech 1896–1901 vystudoval vyšší průmyslovou školu, odmaturoval v roce 1906. Prezenční vojenskou službu jednoročního dobrovolníka vykonal v letech 1906–1907 u vozatajstva. Z toho plynul jeho zájem o automobilismus. V roce 1908 továrna Laurin & Klement uspořádala Soutěž v hledání poruchy v „chauffeurském“ kurzu. Soutěže se zúčastnilo 25 řidičů a museli najít 3 poruchy na motoru. Klement Adamec v soutěži obsadil 2. místo za Janem Kubištou-Dörflerem.
V roce 1909 se začal jako člen Klubu velocipedistů Praha 1883 (od r. 1912 Klubu velocipedistů a motocyklistů), spoluzakladatele Českého svazu cyklistiky, zúčastňovat motocyklových závodů, např. 26. září 1909 se uskutečnila Soutěž spolehlivosti motorek Č.K. motocyklistů. V kategorii motorových dvoukolech bez přívěsu byl přihlášen i K. Adamec na stroji Walter 5HP. Bylo přihlášeno celkem 24 jezdců, startovalo 22 a do cíle dojelo 19. Trasa 3. ročníku této soutěže (předchozí ročníky se konaly 1904 a 1906) vedla z Prahy přes Benešov, Votice, Tábor a Písek do Dobříše, kde byl cíl. První dojel do cíle Klement Adamec (Walter) před Fr. Radou, dr. Jar. Zátkou, Slavíkem a Papežem (všichni na strojích Walter). Přestože dojel do cíle v Dobříši jako první, po propočítání výsledků obsadil ve své třídě až 6. místo průměrnou rychlostí 33,9 km/h. Z 19 motocyklů v cíli bylo 15 značky Walter. Diplomy a ceny byly rozděleny 11. října na schůzi všech účastníků. V Klubu mimo něj působili např. Augustin a Karel Šulcové (B.S.A), Rudolf Tesásek (Harley-Davidson), Antonín Knap (Itar), Josef Zubatý (1916-1919 Walter), Vilém Michl a další. V roce 1910 je uváděn jako stavební praktikant a spolumajitel domu, bytem Mostecká ul. č.p. 50-51/8. Na téže adrese je uváděn i jeho otec Klement Adamec, pánský krejčí a majitel realit.

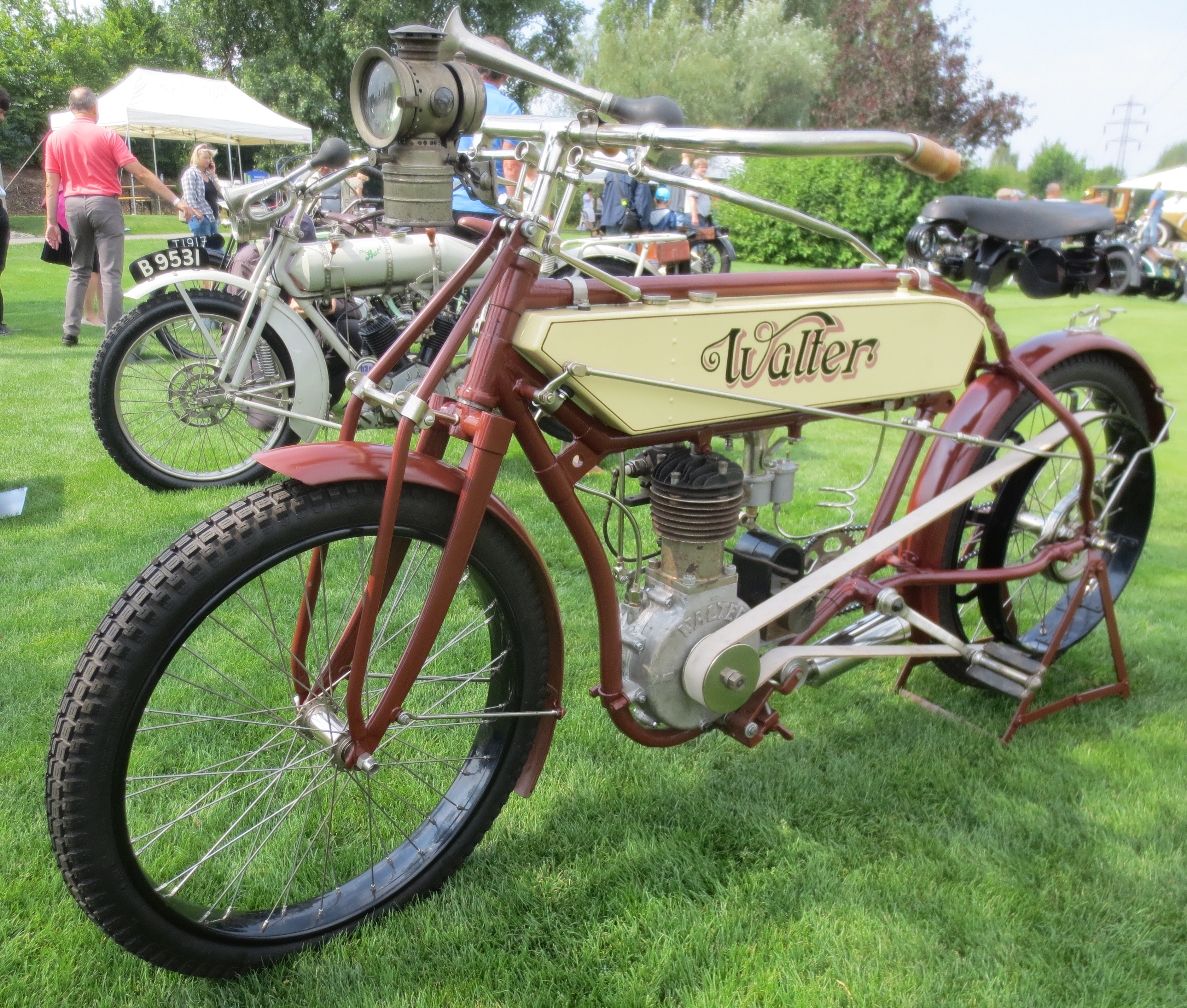
Walter Typ A, jednoválec (1911)

Významný úspěch zaznamenal v roce 1912 na dobříšské silnici. II. ročník Závodu motorových kol mezi kilometrovníky 19 a 23 se uskutečnil 13. října 1912. V III. kategorii zvítězil na motocyklu Walter Klement Adamec v čase 2:58,8 min, což byl nejlepší čas dne mezi 31 startujícími. "Senzací dne byl čas Adamcův", jak uvedly Národní listy. Projel čtyřkilometrovou trať rychlostí téměř 90 km v hodině.
Na závodu do vrchu Zbraslav-Jíloviště obsadil Klement Adamec 13. dubna 1913 v III. kategorii (motocykly o výkonu 3–4,5 k) 2. místo (Walter A) za Fritschem na N.S.U. V závodě do vrchu na Riederbergu v Dolních Rakousích, který se jel 1. června 1913, zvítězil Zátka na motorové dvoukolce Walter o výkonu 5HP před Adamcem, který jel na stejném stroji. Na dvousedadlové tříkolce Walter C2 zvítězil Adamec v čase 4:16,2 min v závodě Jíloviště – Řídká (dnes Řitka), který se jel 26. října 1913, a završil tak úspěšný rok strojů Walter, když tyto zvítězily v roce 1913 na závodu do vrchu Zbraslav – Jíloviště, v soutěži Kolem Dolních Rakous, v závodě do vrchu Riederberg, v soutěži Kolem Semmeringu a naposled v závodech Jíloviště – Řídká. Pro úplnost úspěchů z roku 1913 nutno dodat, že Adamec zvítězil i v III. ročníku závodu na dobříšské silnici mezi 19. a 23. kilometrovníkem. To 26. října jel opět na dvousedadlové tříkolce Walter C2 (tehdy označené jako tricar) a zvítězil v závodě s letmým startem v čase 4:16,2 min.

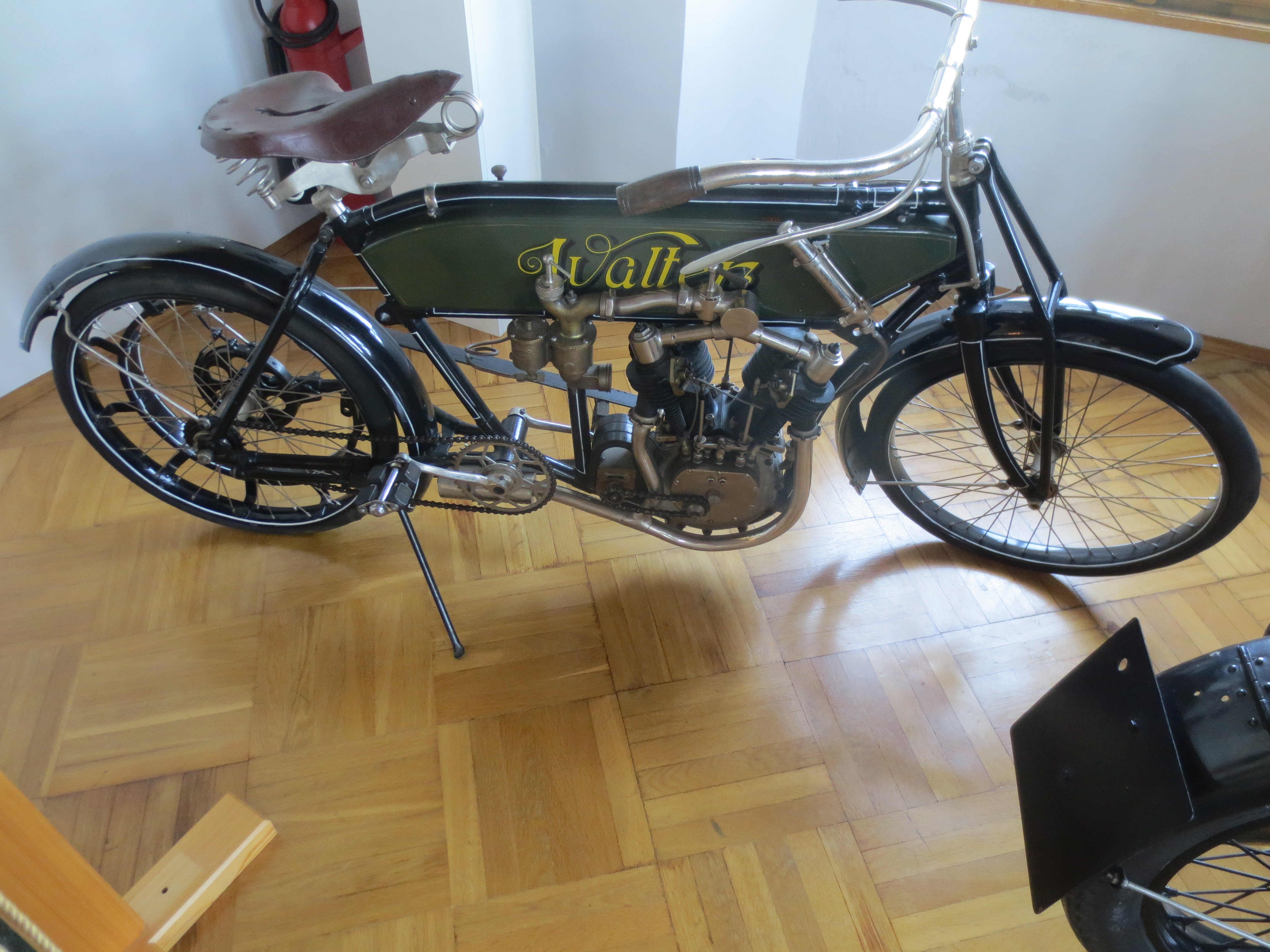
Walter typ B, dvouválec (1913)

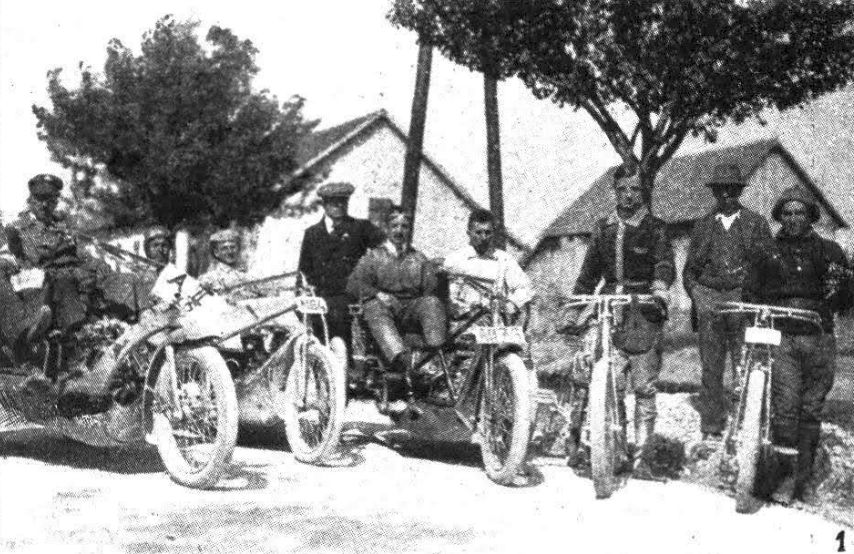
Závod do vrchu Riederberg, 1. června 1913, tým Walter zleva: 3 tříkolky Walter (ing. Vladimír Tobek, A. Hunek, Homola) a 2 motocykly Walter Typ B (Dr. Jaroslav Zátka, Klement Adamec)

Jakmile Josef Walter začal stavět automobily, v krátkém čase je vyslal i na závodní tratě. Týden před konáním pražského autosalonu 1914 navštívili redaktoři Národních listů jinonickou továrnu a zveřejnili podrobně rozsáhlý článek "Návštěvou v továrně J. Walter a spol.", kde mj. zdůrazňují, že k "Waltrovům" letos poprvé jeli na čtyřech kolech v novém typu Walter W-I. Vůz řízen známým závodníkem Adamcem-Kimikem překvapil tím, že veškeré stoupání od Plzeňské z Košíř jinonickými serpentinami až k bráně továrny vzal hladce čtvrtou rychlostí.

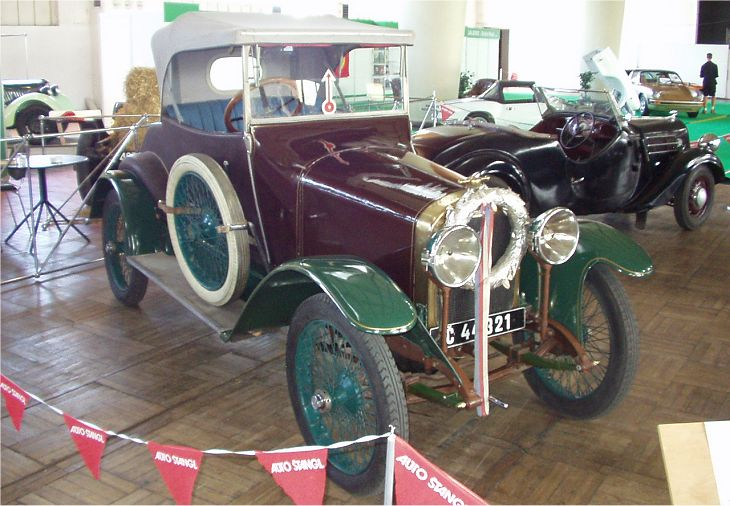
Walter W-I, dvousedadlový (1913)

Ještě 5. dubna 1914 (před X. pražským autosalonem) čtyřsedadlový automobil W-I zvítězil v kategorii cestovních vozů do 1,25 l v závodě do vrchu Zbraslav – Jíloviště. Josef Walter vždy zdůrazňoval, že na závody nasazuje "ceníkové" typy, žádné speciální závodní stroje. Za volantem vozu seděl Dr. Jaroslav Zátka, továrník a úspěšný závodník na motocyklech a tříkolkách Walter (st. č. 43) a vyhrál v čase 6:26,6 min. V závodě samotném byl však rychlejší Klement Adamec (st. č. 44) v čase 6:24,2 min, který jel v podstatě na stejném voze, ovšem na dvousedadlovém voze Walter W-I. Podle tehdejších propozic byl za to poškozen připočtením 10 % penalizace k dosaženému času. Takto se propadl v kategorii malých vozů do 1,25 l objemu válců s časem 7:02,6 min až na 4. místo, i když dosáhl lepšího času než kolega Zátka.
V "předvečer" I. světové války (28. června 1914), v den sarajevského atentátu, se uskutečnil závod automobilů na trati Plzeň – Třemošná. Továrna Waltrova dobyla dvou prvních cen. V tříkolkách získal vítězství na Walteru místní sportovec p. Císař. Vysoko si však mohla továrna cenit vítězství v nejmenší třídě cestovních vozů do 1,25 l objemu, kde Klement Adamec dovedl na první místo vůz typu Walter W-I v tak výborném čase, že i s přirážkou 10% k dosaženému času za dvousedadlovou karoserii měl dostatečný náskok před konkurencí. Jeho čistý čas odpovídal průměrné rychlosti 72 km/h. Národní listy připomněly, že tento typ, sotva opustil továrnu, už slavil vítězství v závodě zbraslavském.

## První světová válka
Po vypuknutí první světové války byl poslán na východní frontu a v roce 1915 získal bronzovou vojenskou záslužnou medaili. Klement Adamec, c.k. poručík v záloze, obdržel v dubnu 1915 vyznamenání Signum Laudis na válečné stuze za statečnost po celou dobu války v Ruském (Kongresovém) Polsku a následně v Karpatech.
Téhož roku už jako nadporučíka jej povolalo rakousko-uherské ministerstvo války do leteckého oddělení. Od roku 1916 zde působil jako pilot. Měl mezinárodní pilotní diplom FAI, rakouský diplom číslo 843 však získal až 17. října 1917. Pracoval jako přejímací a zkušební pilot. U Fliegerarsenalu v Ošprech (Aspern/Donaustadt, Dolní Rakousko) na dnes již bývalém letišti Wien-Aspern byl pověřen zalétáním letadel před jejich odletem na frontu. Při těchto záletech měl i několik nehod, které šťastně přežil. Měl 15. května 1916 s Ing. Karlem Maškem nehodu na letounu 21.20. Dále je záznam o jeho letu 7. srpna 1916 s letounem 16.18. Dne 12. září 1916 měl nehodu s prap. Sedlákem a také měl nehodu s letounem Phönix C.I s označením typu 121.02 (motor Hiero o 169 kW) v srpnu 1917.
Ale také dosáhl na letounech výjimečných výkonů. Adamec s pozorovatelem na vojenském letounu Phönix C.I série 121 s motorem Fiat o výkonu 164 kW/300 k s plným válečným zatížením 437 kg dosáhl rekordu v dostupu 6 300 m za 58 min a 48 sec. Naměřil zde teplotu -19 °C. Let se uskutečnil 10. srpna 1918 při zkouškách letů do velkých výšek s dvoumístným letadlem, čímž překonal tehdejší oficiální světový rekord, který však pochopitelně nemohl být uznán. Rekord nebyl uznán za oficiální, protože byl stanoven za války – těsně před jejím koncem. Jeho neoficiální rekord byl tím cennější, že byl vytvořen na válečném stroji sériové výroby, který nebyl nijak speciálně pro tento účel připraven. Byl dokonce normálně vyzbrojen dvěma kulomety (32 kg), tisíci náboji s pásem (12 kg), bombami o váze 60 kg. A pro úplnost: pilot vážil 80 kg, pozorovatel rovněž 80 kg, palivo 120 kg, olej 12 kg, voda v chladiči 38 kg a přístroje 3 kg.
Jako první, již československý pilot přiletěl 28. října 1918 s letounem Hansa-Brandenburg B.I do Československa, z Aspernu do Prahy. Pak přeletěl do Řevnic, kde strávil noc a ráno se vrátil do Aspernu. O pár dní později se vrátil do Prahy definitivně, avšak tentokráte již bez letadla.
Na toto období Klement Adamec zavzpomínal v roce 1968 při 50. výročí samostatnosti Československa. "Konec první světové války jsem prožíval jako nadporučík pilot na letišti v Aspernu u Vídně. Přejímal jsem od tří továren nová letadla, to znamenalo, že jsem s každým musil provést nejméně hodinový zkušební let. Z velkého množství mechaniků, pracujících na letišti, bylo asi 80 Čechů, hlavně z okolí Prahy. Žili jsme v dobrém přátelství, a tak mne také žádali, abych je po skončení války dopravil domů. V zákoutí letiště už bylo připraveno asi 30 různých obráběcích strojů a letecký materiál. Když konečně přišel 28. říjen 1918, všechen vojenský dohled na letišti zmizel, a tak nadporučík Havránek, který měl na starosti železniční dopravu, objednal ihned lokomotivu. Všechno jsme naložili do prázdných vagónů, které sloužily až dosud k přepravě letadel z továren na letiště a pak na frontu, vlak obsadili českou posádkou a jeli domů. Ráno jsme byli v Brně a za tři dny v Praze. Bylo nám přiděleno levé křídlo průmyslového paláce na Výstavišti, kde se pomaloučku začala rodit výroba prvních československých letadel."

## Letecký arsenál a Hlavní letecké dílny
Úředně od 1. listopadu 1918 (ve skutečnosti to bylo o několik dnů později) vstoupil v hodnosti nadporučíka do Leteckého sboru (Československé letectvo) a hned poté (4.–10.11.) zabezpečoval jako velitel skupiny letců obsazení letiště v Chebu. Za válka tam sídlila 16. náhradní letecká setnina (Flek 16).

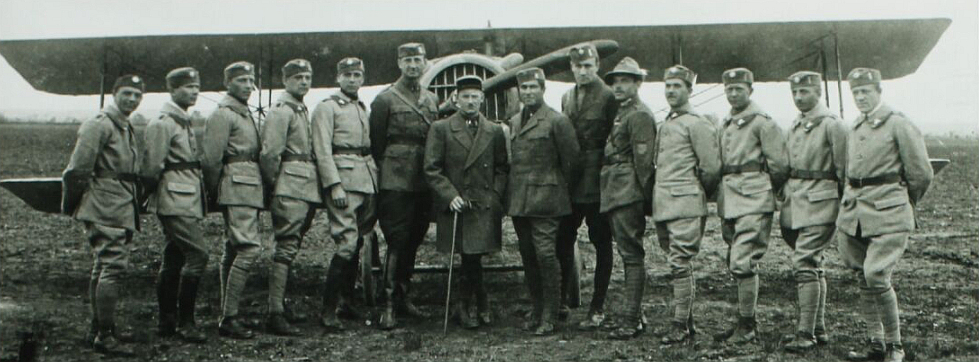
Českoslovenští piloti ve vojenské letecké škole v Pau (1919), vpravo od pána s hůlkou (Augustin Charvát) stojí Klement Adamec

Jindřich Kostrba, první velitel čs. vzduchoplaveckého sboru proto sestavil ozbrojenou výpravu, která měla v Chebu zajistit potřebný materiál a letuschopná letadla přelétnout do Prahy. V Chebu však byla vyhlášena samosprávná provincie Deutschboehmen (Německé Čechy), a proto byla podniknuta slavná výprava úderné skupiny setníka Jaroslava Rošického (otec Evžena Rošického), která přes odpor Volkswehru letiště obsadila a získala tak nové republice její první vojenská letadla. Výpravu s 11 piloty vedl Klement Adamec. Ten jako první 10. listopadu 1918 odletěl s letounem Brandenburg В.I (Fd) 276.08 a cestujícím čet. Františkem Šafránkem (někdejším dílovedoucím chebského Fleku 16) a letiště v Praze-Strašnicích dosáhli až za šera (zhruba v místech jižně od současné Černokostelecké ulice u dnešní vozovny elektrických podniků). Následně 18. listopadu 1918 sem z Chebu bylo přelétnuto dalších osm letounů. Rozhodnutím Leteckého sboru všechen letecký materiál byl převezen do Prahy. Uvádí se 13 kompletních leč letu neschopných letounů a množství dalšího leteckého materiálu, např. 35 motorů, 100 sudů oleje, 120 sudů leteckého benzinu, množství přístrojů, výstroje, nářadí aj. Druhý transport byl vypraven z Chebu do Prahy v následujícím měsíci a čítal dalších 28 vagónů blíže nespecifikovaného leteckého materiálu.

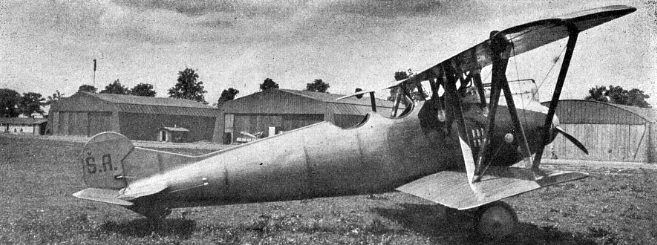
Šmolík Š.A. s motorem Hiero L (Breifeld & Daněk 1920)

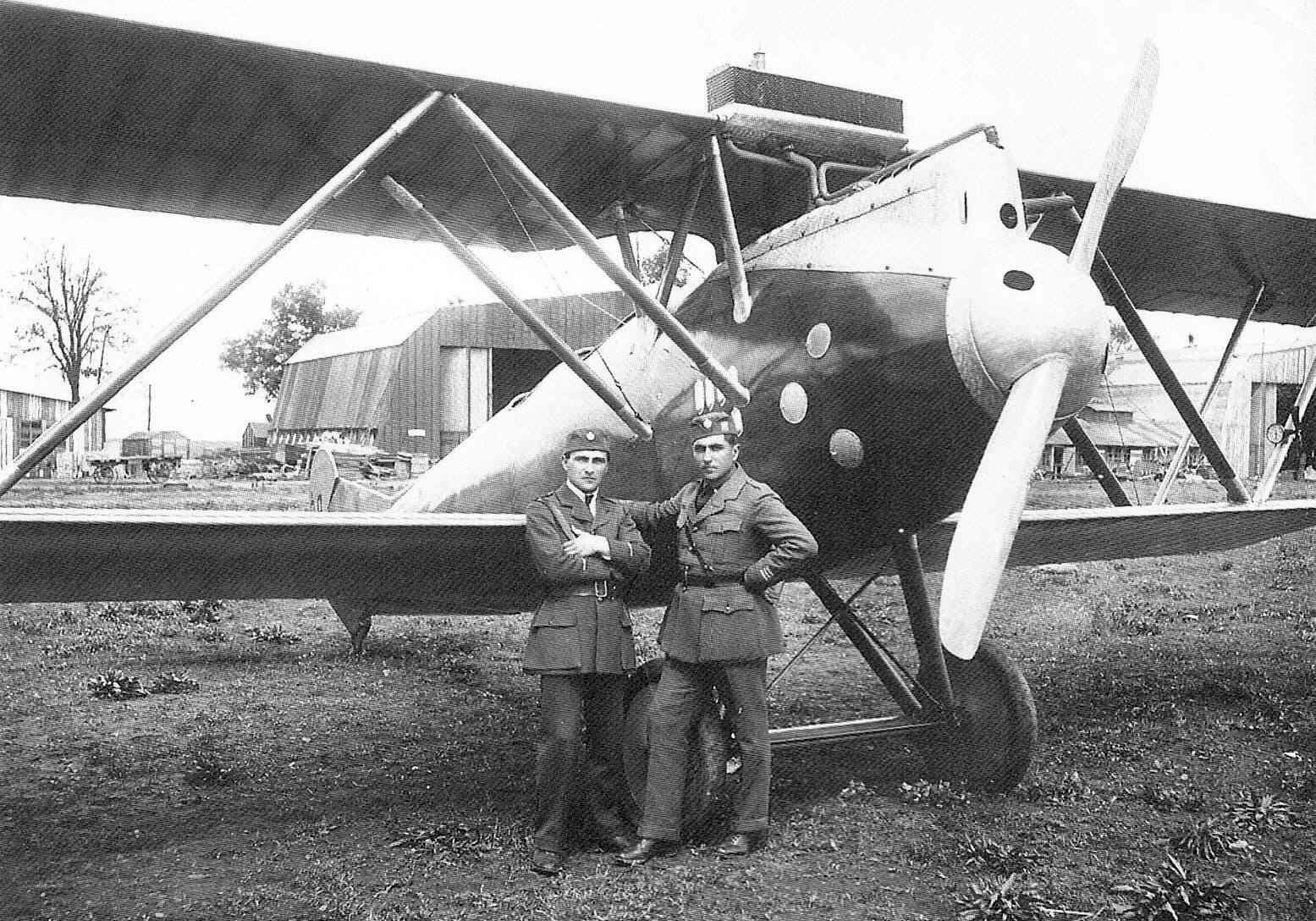
Letoun Š.A. v roce 1920 (zprava pilot Klement Adamec a konstruktér Alois Šmolík)

Od poloviny listopadu 1918 Adamec řídil Letecký arsenál (vojenské letecké opravárenské dílny), vedoucím provozu byl inženýr František Barvitius a technickým vedoucím byl konstruktér Alois Šmolík, který vedl opravy a za války působil jako asistent leteckého odborníka a teoretika profesora Miesese. Zálety trofejních letounů se uskutečnily na letišti Praha-Vysočany (zhruba v místech kde stával podnik ČKD Elektrotechnika, Kolbenova ul.). Rozebrané letouny tam byly smontovány a zalétnuty piloty Karlem Smetanou a kpt. Klementem Adamcem. Do konce roku se u Leteckého sboru soustředilo celkem 210 letadel a 97 leteckých motorů. Všechen letecký materiál byl do února 1919 roztříděn, potřebný byl dán do opravy, nepotřebný zrušen nebo posloužil jako zdroj náhradních dílů. Po této selekci měl Letecký sbor k dispozici 48 letuschopných letadel.
K důležité změně v Adamcově osobním životě došlo 2. prosince 1918, kdy se oženil s Mařenkou, roz. Říhovou, dcerou velkostatkáře Aloise Říhy a Anny Říhové z Řevnic čp. 41 (nyní Opletalova 41, Řevnice). Tím je vysvětlen jeho přelet 28. října 1918 z Prahy do Řevnic. Alois Říha, statkář v Řevnicích zemřel 23. dubna 1931 v 75. roce svého věku po krátké nemoci. Pod smutečním oznámením byli mj. uvedeni Klement Adamec, zeť, dcera Marie Adamcová a vnučka Zdenka Adamcová.
První větší veřejné vystoupení československých letců se uskutečnilo 22. prosince 1918, kdy z Vysočan odstartovala pětice letounů k nácviku uvítání prezidenta T. G. Masaryka. Letoun Aviatik Berg D.I 138.14 pilotoval velitel Leteckého sboru setník Jindřich Kostrba. V letounech Hansa-Brandenburg B.I (Fd) 276.05, 76.51 a 176.80 letěly posádky Rudolf Vaníček a František Fiala, Klement Adamec a Alois Šmolík, Rudolf Polanecký a František Kabeláč. Sestavu uzavíral letoun Hansa-Brandenburg C.I (Ph) 26.70 s posádkou Karel Dovolil a Jan Růžek. Generální zkouška se zdařila, ale v plánovaný den uvítání bylo však nepříznivé počasí, a tak se vlastní hold nakonec uskutečnil až 1.1.1919.
K 1. lednu 1919 byl Adamec povýšen na kapitána. V dubnu a květnu 1919 absolvoval letecký výcvik v Pau, na francouzských strojích. Na doporučení francouzské vojenské mise v únoru 1919 Ministerstvo národní obrany (MNO) pověřilo letecký odbor (sbor) vysláním skupiny vybraných válečných letců (pilotů, pozorovatelů i techniků) v počtu 35 do Francie. Skupina 13 stíhacích letců (vč. kpt. Adamce) byla vyslána pod vedením legionáře, franc. pilota stíhače npor. Augustina Charváta na letiště Pau v jižní Francii na přeškolení na jednomístných letadlech typu Nieuport 18 a Nieuport 13, dále Morane-Saulnier L a stíhacích letounech typu Spad S.VII (180 k) a Spad S.XIII 220 k.
Po leteckém výcviku ve Francii v dubnu a květnu 1919 dále řídil Letecký arsenál a současně tam létal jako zkušební pilot. Od 31. října 1919 byl arsenal přejmenovaný na Hlavní letecké dílny. Mimo "ředitelování a pilotování" se podílel na konstrukci prvního českého vojenského letadla. To byl dvoumístný dvouplošník Š.A. (jako Šmolík Adamec) konstrukce Aloise Šmolíka, na kterém začaly práce v červnu 1919. Letoun byl zalétám Klementem Adamcem 8. dubna 1920. Šmolíkem zkonstruovaný dvojplošník přesvědčil československou vládu (a hlavně armádu) dát přes nátlak francouzských výrobců letadel, podpořený darem 115 vojenských francouzských letounů, přednost české produkci. Tento první československý vojenský letoun byl následně vyroben v několika sériích (90 strojů), už přejmenovaný na Šmolík Šm-1, později na Š H 1 a ještě později Letov Š-1 (pozorovací a lehký bombardovací jednomotorový dvouplošník).

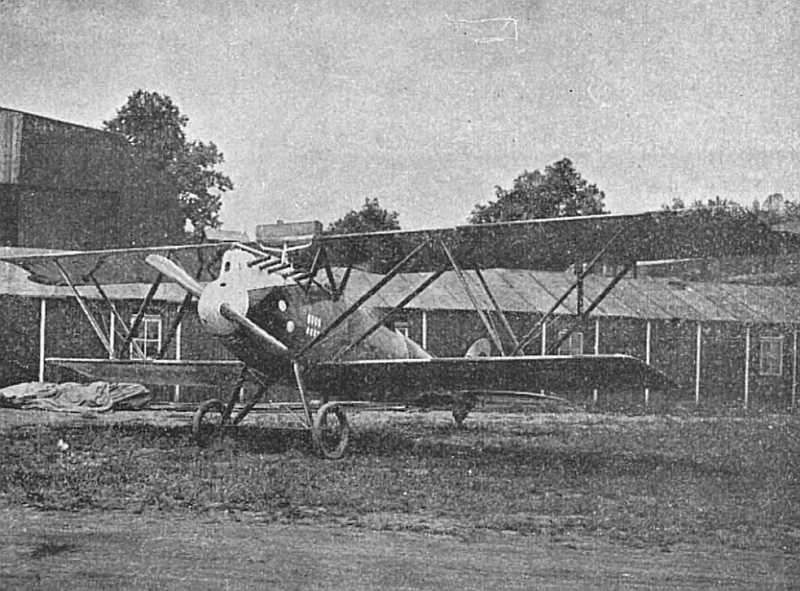
Šmolík Š H 1.11, bitevní letadlo (1923)

V lednu 1921, po reorganizaci Hlavních leteckých dílen na Státní vojenskou továrnu na letadla, Klement Adamec odešel z armády. Od prosince 1918 byl členem Československého aviatického klubu (pozdější Aeroklub Republiky československé) a stavovské organizace Svazu letců republiky Československé. V aviatickém klubu působil 1920 ve Sportovní vzduchoplavecké komisi jako sportovní a zkušební komisař. Ve Svazu československých pilotů zastával od roku 1919 funkci technického poradce.

## Podnikatel
Na jaře 1921 (přesně 25. března 1921) byla do rejstříku Obchodního soudu v Praze zapsána nová společnost Ing. Barvitius & Adamec (IBA) s předmětem činnosti: "Výroba, prodej a provádění oprav strojů a přístrojů měřících a vědeckých po živnostensku". Založili ji 1. února 1921 Ing. František Barvitius, bývalý vedoucí provozu v "arsenálu" a bývalý velitel "arsenálu" Klement Adamec. Mimo výrobků jemné mechaniky vyráběla v 20. letech i letecké přístroje. Sídlo firmy bylo na Královských Vinohradech, v Mánesově ul. č. 94. Zakladatelé byli i společníky: Klement Adamec bytem v Řevnicích čp. 41 a Ing. František Adolf Barvitius bytem v Praze II, Pod Slovany 14/1887.
Ing. Barvitius, povýšený k 1.1.1922 do hodnosti kapitána v záloze, se na chodu firmy IBA asi příliš nepodílel, protože koncem první poloviny 20. let nastoupil do Akciové továrny automobilů Josef Walter a spol. v Praze XVII – Jinonicích. Už v roce 1924 je uváděn jako „chef autobrzd a techn. kanceláře“. V letech 1926-1945 byl hlavním konstruktérem a od roku 1929 i technickým ředitelem továrny Walter. Později byl zodpovědný i za technologické a chemické laboratoře vč. zkušebního ústavu pro konstrukční materiály, který měl státní autorizaci.
Klement Adamec, rovněž uváděný jako kapitán v záloze, byl MNO oceněn v roce 1924 Odznakem polního pilota – letce. Z pracovních důvodů se přestěhoval z Řevnic do Prahy, protože už v roce 1924 má uváděno bydliště v Praze III., Mostecká ul. 8 – U černého beránka resp. U zlatého koníčka (dnes Mostecká 50/8-10). V září 1926 podal Ing. Klement Adamec z Řevnic přihlášku patentu Zařízení k samočinnému vyprazdňování nádob po dosažení žádané hladiny. Patent je mu přiznán a je chráněn od 15. ledna 1928. Patentový spis č. 25777 je vydán 25. července 1928. Firma IBA byla uváděna i v Adresáři Protektorátu Čechy a Morava pro průmysl, živnosti, obchod a zemědělství. Je uváděna jako výkonná – mechanické dílny Ing. Barvitius & Adamec se sídlem v Praze XII, v Belgické ulici č. 21. Do července 2023 byla v těchto místech pobočka České pošty (rohový dům Belgická 21/Bruselská 18).
Po válce byla činnost firmy IBA zřejmě ukončena, protože Adamec již byl v důchodovém věku a ing. Barvitius měl asi jiné starosti, protože v bouřlivých květnových dnech 1945 byl "na hodinu vyveden za bránu" čerstvě zaměstnanci zvolenou Závodní radou firmy A.S. Walter dle jejího rozhodnutí ze dne 15.5.1945 o propuštění některých zaměstnanců. Když ing. Barvitia lidový soud zbavil nespravedlivého obvinění částí zaměstnanců z kolaborace, do jinonického podniku se už nevrátil a odešel pracovat k firmě Výroba optických přístrojů Josef a Jan Frič jako konstruktér přístrojů, která sídlila na Vinohradech jako firma IBA.
Klement Adamec se přestěhoval zpět do Řevnic, kde 13. července 1974 ve věku 88 let zemřel. Jeho dlouholetí "parťáci" zemřeli podstatně dříve: Ing. Barvitius 27. května 1956 ve věku 66 let a Ing. Šmolík 9. prosince 1952 ve věku 59 let. Rodinný hrob Klementa Adamce je na novém hřbitově v Řevnicích, kde pohřbena i jeho manželka Marie (18.2.1891–27.6.1975) i dcera Zdenka Maňáková–Adamcová (21.3.1923-–28.3.2006) s manželem.